# Першацвет
«Першацвет» (с бел. — «Первоцвет») — белорусский литературно художественный и информационно-публицистический журнал для молодёжи. Издавался раз в месяц на белорусском языке.

## История
Первый выпуск вышел в октябре 1992 года.
Освещал литературный процесс на Беларуси. На страницах журнала публиковались стихотворения и проза молодых литераторов, интервью с представителями молодёжных движений, статьи по искусству, философии и экологии. Имел рубрики «Проза», «Поэзия», «Очерк», «Жаровня», «Гостевая», «Разговор», «Семинар», «Критика» др..